# ذخیره‌گاه دولتی جنگل خسرو

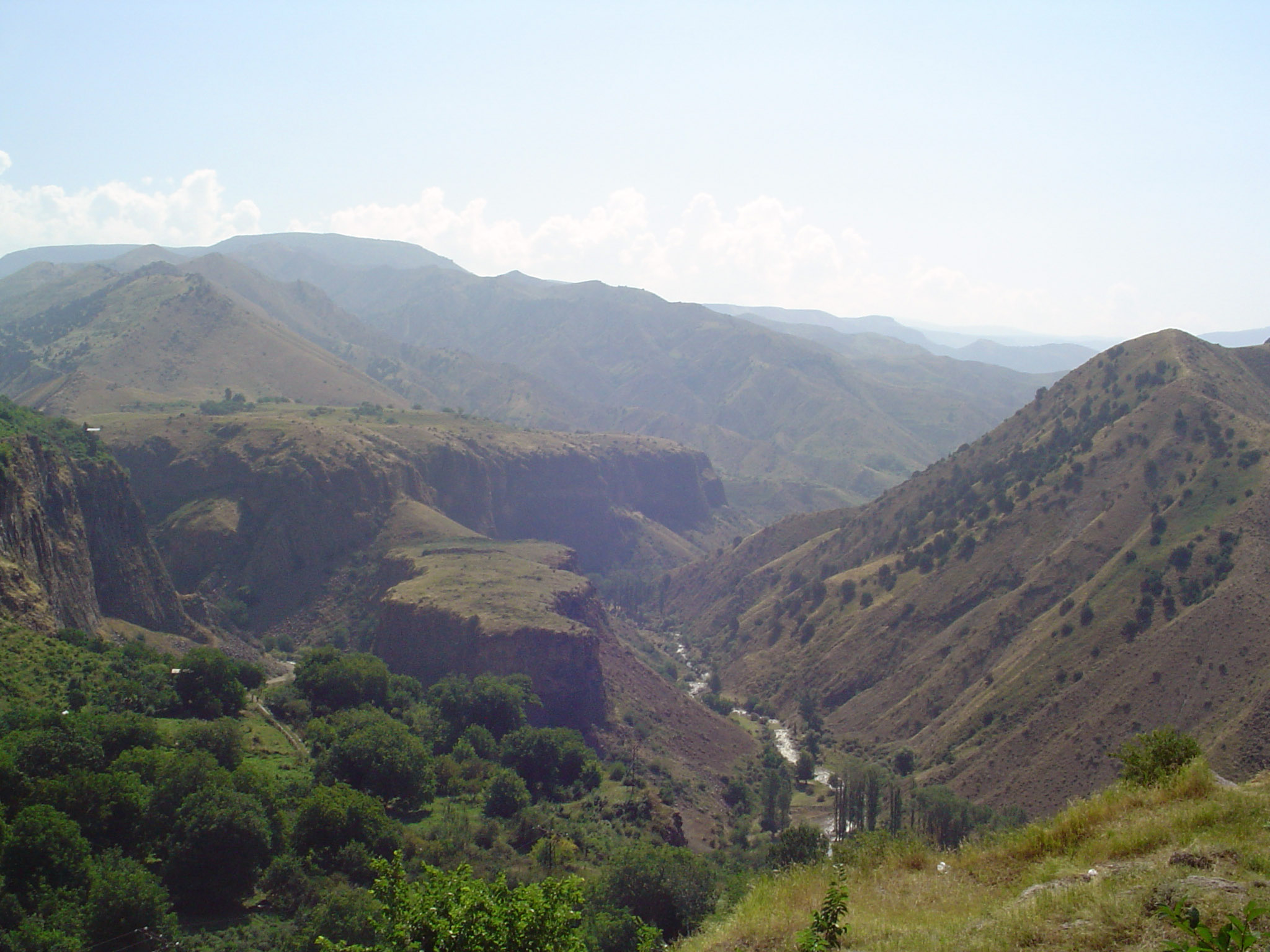
جنگل خسرو.

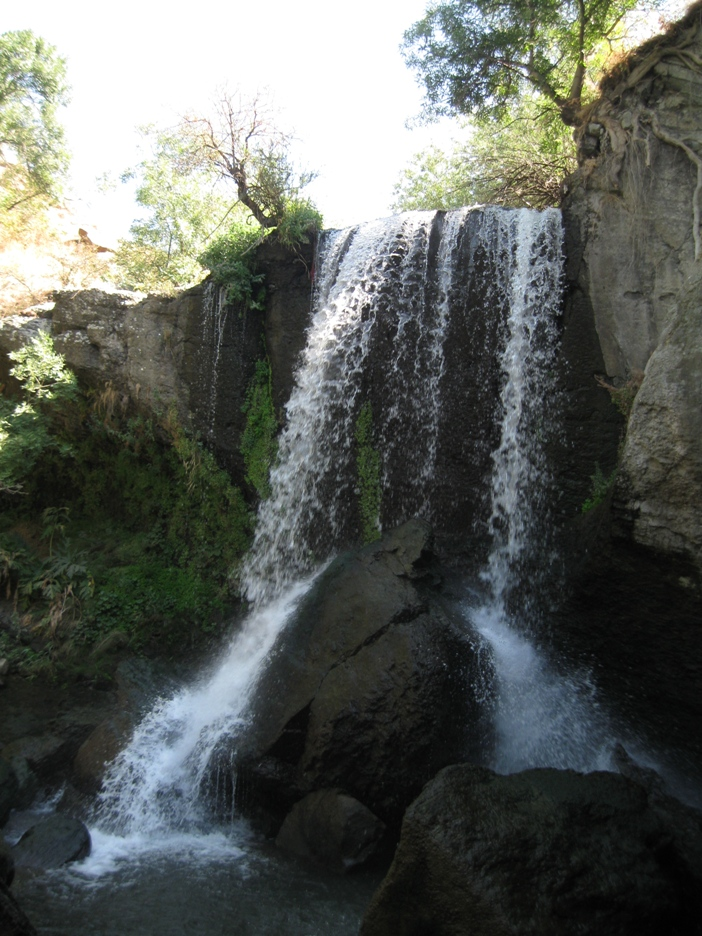

ذخیره‌گاه دولتی جنگل خسرو یا (ارمنی: Խոսրովի պետական արգելոց) جنگل خسرو یک پارک ملی در کشور ارمنستان است. این جنگل توسط خسرو سوم کودک از سلسله اشکانی ارمنستان بنیاد شد.
جنگل خسرو پس از گذشت سال‌ها هنوز پا بر جاست و با ۱۷۰۰ سال قدمت، قدیمی‌ترین جنگل مصنوعی جهان محسوب می‌شود. از سال ۱۹۵۸ این جنگل به منطقه حفاظت شده دولتی تبدیل شد. جنگل خسرو مساحتی بالغ بر ۲۷۰۰۰ هکتار را در بر می‌گیرد و در ارتفاع ۸۵۰ تا ۲۳۰۰ متری در دامنه‌های جنوب غرب کوه‌های گقاما و دامنه‌های کوهستان‌های اورتز، یرانوس، داهناک، ایربتسلر و خسروسار؛ گسترده‌است.

## پیشینه
هر چند در سال ۳۳۰ میلادی شاه خسرو در دوران کوتاه حکومت خود به ایجاد جنگلی در نزدیک پایتخت آن زمان ارمنستان اقدام نمود و حیوانات زیادی را جمع‌آوری کرده و در آن پراکند تا شکارگاهی ایجاد شود، اما باید به این حقیقت توجه داشت که به دلیل اقلیم مناسب این منطقه بود که زندگی گیاهی و جانوری در آنجا گسترش و ادامه یافت. در کل شاه خسرو با این که فقط هشت سال (از ۳۳۰ بعد از میلاد مسیح تا ۳۳۸ حکمرانی کرد، اما با دو عمل سازنده‌اش در تاریخ ارمنستان نامدار شد. این دو اقدام شامل ایجاد جنگل خسرو شاه و پایتخت دوین است. وی این پایتخت را ایجاد نمود که ۶۳۰ سال متمادی پایتخت ارمنستان بود و بزرگترین شهر این منطقه بود.

## زیست گیاهی و جانوری
در قسمت‌های مرتفع تر پوشش گیاهی به شکل جزیره‌ای می‌باشد و این قسمت‌ها با درختان بلوط و اردج پوشیده شده‌اند. در کل ۱۴۱۵ نوع گیاه در این جنگل وجود دارد. درختان سرسبز سپیدار برگ پهن، درختان بداغ و سمان کوهی و یاسمن‌های زرد قفقازی نمونه‌هایی از انواع گوناگون این گیاهان هستند. در قسمت‌های مرتفع تر نیز پوشش گیاهی استپ کوهی مشاهده می‌شود. این جنگل از نظر تنوع جانوری نیز بسیار غنی می‌باشد و با وجود رسیدگی‌ها و حفاظت‌های زیست‌محیطی این جانوران به دور از خطر انقراض و هر گونه خطر دیگری به ادامه حیات و تولید مثل می‌پردازند. از میان گونه‌های مختلف پرندگان در این جنگل می‌توان به زغن سیاه، کرکس ریش‌دار، کرکس سرسفید، عقاب، کبوتر وحشی و زاغ کبود اشاره کرد.
همچنین پلنگ، خرس قهوه‌ای، گراز، روباه، گرگ، خرگوش، سیاه‌گوش، راسو و گورکن از جانوران این جنگل هستند و خزندگان متعددی مانند مار افعی در آن یافت می‌شود. از سال ۱۹۵۴ گوزن خالدار اوسروس نیز در این منطقه پرورش داده می‌شود. رود پرآب آزاد با نهرها و آبشارهای متعدد در جنگل خسرو روان است. آثار تاریخی نیز در این منطقه وجود دارد. کلیسای گغارد و کلیسای هاووتس تار و قلعه گاکاوابرت و یک پل متعلق به قرون وسطی در این منطقه هستند.

## نگارخانه

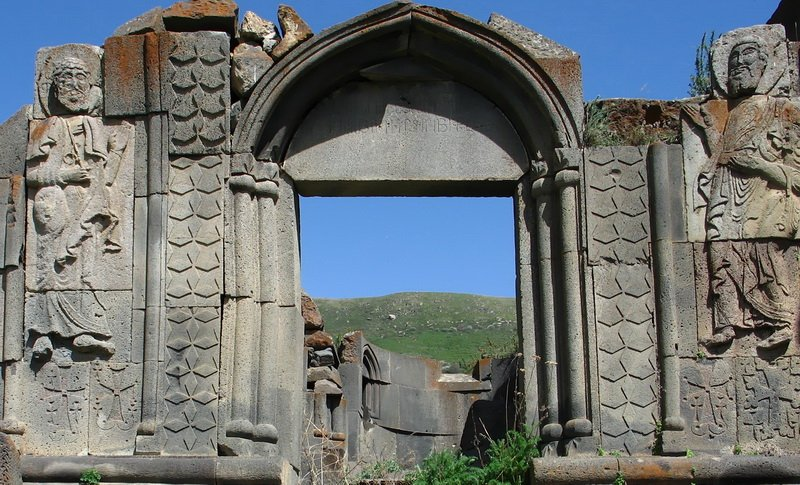